# Donkey Kong Country Returns
Donkey Kong Country Returns (kurz DKCR) ist ein 2.5D-Jump-’n’-Run-Videospiel, welches von Retro Studios für die Spielkonsole Wii entwickelt wurde. Veröffentlicht wurde es in den USA am 21. November 2010, am 3. Dezember 2010 in Europa und in Japan am 9. Dezember 2010. Spielgeschichte und Gameplay des Titels basieren auf dem erfolgreichen Super-Nintendo-Spiel Donkey Kong Country (1994), das vom britischen Softwarestudio Rare entwickelt wurde und zwei Nachfolger hat.

## Gameplay
Der Spieler übernimmt die Kontrolle von Donkey und Diddy Kong, und steuert diese durch verschiedene horizontal scrollende Levels, in denen viele bekannte Elemente aus früheren Teilen der Serie verwendet werden. Darunter befinden sich Loren-Fahrten durch Minen, das Schwingen an Lianen, das Einsammeln von Bananen und den KONG-Buchstaben und Fässer, mit denen man sich in die Luft katapultieren kann. Im Singleplayer-Modus kann nur Donkey Kong direkt gesteuert werden. Zerschlägt man in einem Level ein Fass mit der Aufschrift DK, so erscheint Diddy Kong, welcher auf Donkey Kongs Rücken klettert und diesem durch den Einsatz seines Jetpacks zu längeren Sprüngen verhilft. Im Mehrspielermodus kann ein zweiter Spieler gleichzeitig die Kontrolle von Diddy Kong übernehmen. Stirbt einer der beiden Spieler im Zweispielermodus, so kann dieser wieder in das Spiel einsteigen, wenn ein DK-Fass zerschlagen wird. Schafft es ein Spieler nicht im Spiel weiterzukommen, so kann Diddy Kong auch im Mehrspielermodus auf Donkey Kongs Rücken springen, um als passiver Begleiter Hindernisse zu überwinden (auch hier kann dann das Jetpack eingesetzt werden). Die beiden Affen können mit ihren Fäusten auf den Boden hämmern, um Gegner zu betäuben, Steine zu zerschlagen, oder versteckte Bereiche und Gegenstände freizulegen.
Die Steuerung erfolgt entweder mit der Wiimote und dem Nunchuk, oder nur mit der Wiimote, welche dann ähnlich wie ein klassischer Gamecontroller in beiden Händen gehalten wird. In beiden Fällen erfolgt das Hämmern mit den Fäusten auf den Boden durch die Bewegungserkennung der Wiimote. Der Classic Controller der Wii wird nicht unterstützt.
Neben den beiden Hauptcharakteren steht in einigen Leveln auch das Nashorn Rambi zur Verfügung, auf dem die Gorillas reiten können. Wie aus New Super Mario Bros. Wii und Super Mario Galaxy 2 bekannt, gibt es auch in Donkey Kong Country Returns die Möglichkeit, nach dem Verlust von acht Leben in einem Level, diesen von einem automatisch gesteuerten Charakter erfolgreich beenden zu lassen. Eingesammelte Gegenstände werden dabei jedoch nicht dem Spieler gutgeschrieben.
Das Spiel umfasst 8 Welten mit ca. 70 Leveln, wobei im jeweils letzten Level ein Endgegner wartet, den man meist mit einer bestimmten Taktik bezwingen muss. Eine neunte Bonuswelt kann freigespielt werden, wenn alle KONG-Buchstaben gefunden, und die danach erreichbaren Bonuslevel gemeistert werden.

## Hintergrundgeschichte
Eine Gruppe böser Tikis, bekannt als der Tiki-Tak-Stamm, hypnotisiert alle Tiere im Dschungel, um diese unter ihre Kontrolle zu bringen und Donkey Kongs Bananenvorräte zu stehlen. Donkey Kong, auf den die Hypnose keine Wirkung zu haben scheint, begibt sich mit Hilfe von Diddy Kong auf die Suche nach den Bananen. Im Gegensatz zu früheren Teilen der Serie übernehmen die Tikis den Platz der Kremlings als Donkey und Diddy Kongs Antagonisten. Das einzige weitere Familienmitglied der Kongs, das im Spielverlauf auftaucht, ist Cranky Kong. Dieser betreibt mehrere Geschäfte auf der Insel, in denen Donkey Kong Bananenmünzen, welche in den Leveln gesammelt werden können, gegen Dinge wie Extraleben eintauschen kann. Außerdem besteht hier die Möglichkeit, einen Schlüssel zu einem ansonsten versperrten Bonuslevel zu erwerben.

## Entwicklung
Die Entwicklung von Donkey Kong Country Returns begann im April 2008. Ähnlich wie New Super Mario Bros. sollte auch dieses Spiel das nostalgische Flair früherer Donkey-Kong-Titel einfangen, gleichzeitig aber auch neue Spielelemente bieten. Obwohl Shigeru Miyamoto anfangs gegen den Koop-Modus war, wurde der klassische Tag-Team-Modus durch diesen ersetzt. Erstmals vorgestellt wurde das Spiel 2010 auf der E3. Es enthält in echtem 3D erzeugte Polygongrafik und besitzt dreimal mehr Texturen als Metroid Prime 3: Corruption, der zuletzt veröffentlichte Titel der Retro Studios. Die Entwickler experimentierten auch mit Unterwasserleveln, wie sie aus den früheren Donkey-Kong-Spielen bekannt sind, empfanden diese jedoch als zu langsam und dem restlichen Gameplay des Spiels gegenüber zu unpassend, so dass auf diese im fertigen Spiel verzichtet wurde.
Donkey Kong Country Returns wurde vom US-amerikanischen Spieleentwickler Retro Studios entwickelt und von Nintendo veröffentlicht. Retro Studios ist auch für die Entwicklung des Wii-U-Nachfolgers Donkey Kong Country: Tropical Freeze verantwortlich. Die Vorgänger Donkey Kong Country, Donkey Kong Country 2: Diddy’s Kong Quest und Donkey Kong Country 3: Dixie Kong’s Double Trouble! für das SNES stammen aus dem Hause Rare. Producer von Donkey Kong Country Returns ist Kensuke Tanabe, als Supervisor wurde Shigeru Miyamoto eingesetzt.

## Kritiken
Donkey Kong Country Returns erhielt durchweg gute Kritiken, die durchschnittliche Bewertung bei GameRankings und Metacritic liegt derzeit bei 88 bzw. 87 %. Mit 163 310 verkauften Einheiten startete das Spiel auf Platz 3 der japanischen Spielecharts, und auf Platz 6 in den USA. In Japan wurden bis zum 22. Dezember 2010 316.300 Kopien verkauft.

## Trivia
In den Funracerspielen Mario Kart 7 und Mario Kart 8 existiert die Strecke „DK Dschungel“. Diese basiert auf Donkey Kong Country Returns. Auf der Strecke sind unter anderem Donkey Kongs Hütte, drei Tikis und der goldene Tempel aus Donkey Kong Country Returns zu sehen. Außerdem ist eine Donkey-Kong-Musik zu hören.

## Donkey Kong Country Returns 3D
Donkey Kong Country Returns wurde von Nintendo für die Nintendo-3DS-Serie umgesetzt. Die 3DS-Umsetzung trägt den Namen Donkey Kong Country Returns 3D und erschien am 24. Mai 2013 in Deutschland. Die Handlung des Spiels wurde kaum verändert, allerdings wurden anderweitige Neuerungen, wie beispielsweise eine neunte Spielwelt, hinzugefügt. Das Spiel wurde vom amerikanischen Videospielunternehmen Monster Games entwickelt und von Nintendo veröffentlicht.

## Donkey Kong Country Returns HD
Ein HD-Remaster des Spiels namens Donkey Kong Country Returns HD, das alle zusätzlichen Level aus Donkey Kong Country Returns 3D enthält, wurde während der Nintendo Direct vom 18. Juni 2024 angekündigt und am 16. Januar 2025 für die Nintendo Switch veröffentlicht.